# Strømsgodset Idrettsforening
L'Strømsgodset Idrettsforening és un club esportiu noruec de la ciutat de Drammen. La secció de futbol del club rep el nom Strømsgodset Toppfotball.

## Història

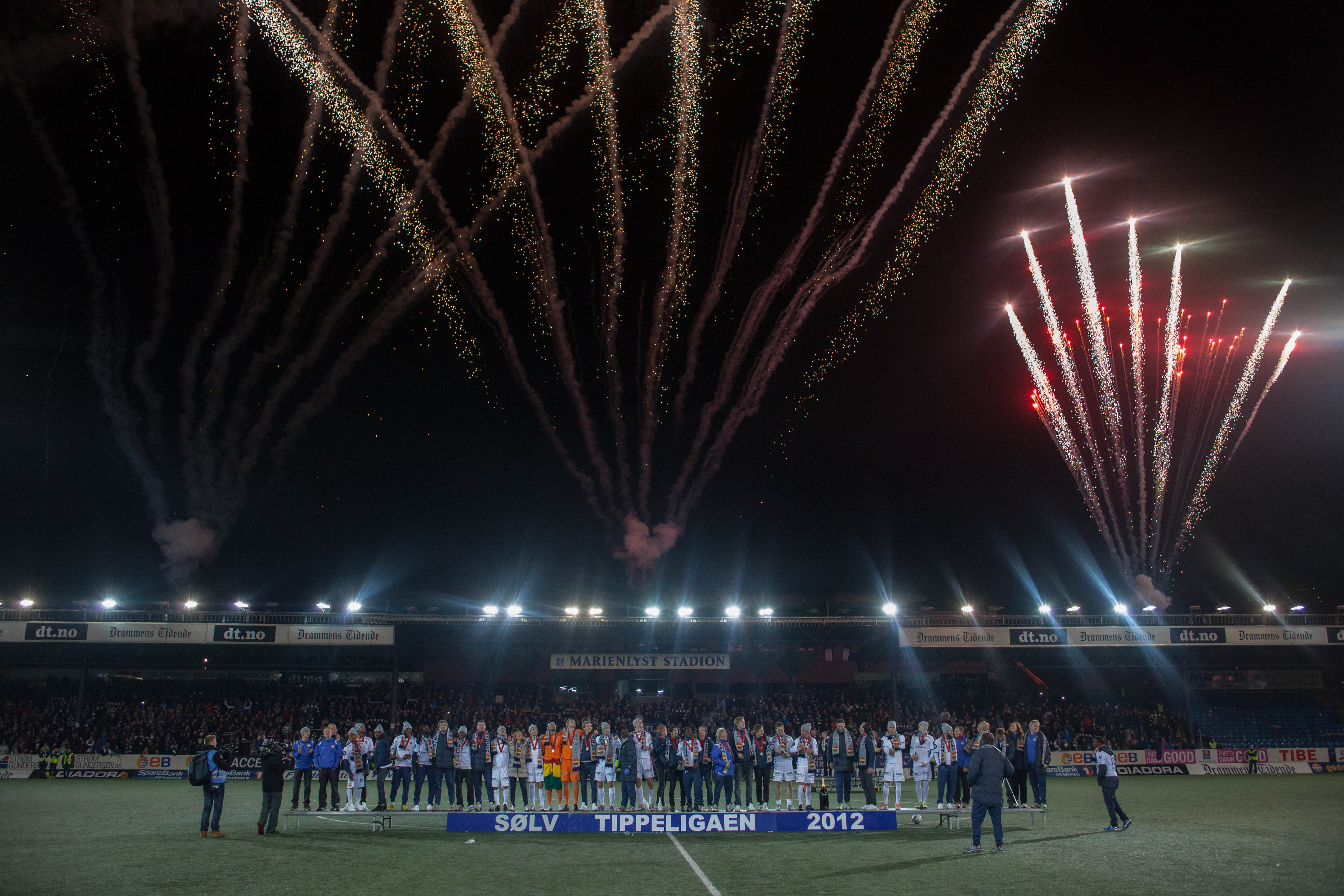
Focs artificials a l'estadi.

El club va ser fundat el 10 de febrer de 1907. L'equip de futbol començà a destacar a finals dels anys 60 i als 70. Es proclamà campió de la lliga el 1970 i de la copa els anys 1969, 1970 i 1973. L'any 2013 tornà a ser campió de lliga.

## Palmarès
- Lliga noruega de futbol: 
  - 1970, 2013

- Copa noruega de futbol: 
  - 1969, 1970, 1973, 1991, 2010

- Segona Divisió noruega: 
  - 2006